# حلوة (راشيا)
حلوة هي بلدة لبنانية اسمها عربي يعني الحلاوة والجمال أطلقه عليها الأمراء الشهابيون لجمال طبيعتها، يوجد فيها عدد من المغاور المحفورة في الصخور، لكن لا يوجد نقوس أو كتابات تحدد الفترة الزمنية لهذه الآثار.

## الموقع والخصائص
تقع حلوة في قضاء راشيا على متوسط ارتفاع 1450م عن سطح البحر, وعلى مسافة 81 كلم عن بيروت عبر شتورة- بيادر العدس- عيتا الفخار.

## المساحة
حوالي 15 كلم مربع عدد أهاليها المسجلين قرابة 1000 نسمة من أصلهم حوالي 440 ناخباً.